# Attala County
Attala County är ett administrativt område i delstaten Mississippi, USA. År 2010 hade countyt 19 564 invånare. Den administrativa huvudorten (county seat) är Kosciusko.
Countyt har fått sitt namn efter den fiktiva prinsessan Atala i kortromanen med samma namn av François-René de Chateaubriand, medan Kosciusko hedrar Tadeusz Kościuszko. Delstatspolitikern William Dodd kom på dessa namn. Åtminstone stavningen "Kosciusko" uppstod på grund av Dodds stavfel.

## Geografi
Enligt United States Census Bureau så har countyt en total area på 1 909 km². 1 904 km² av den arean är land och 5 km² är vatten.

### Angränsande countyn

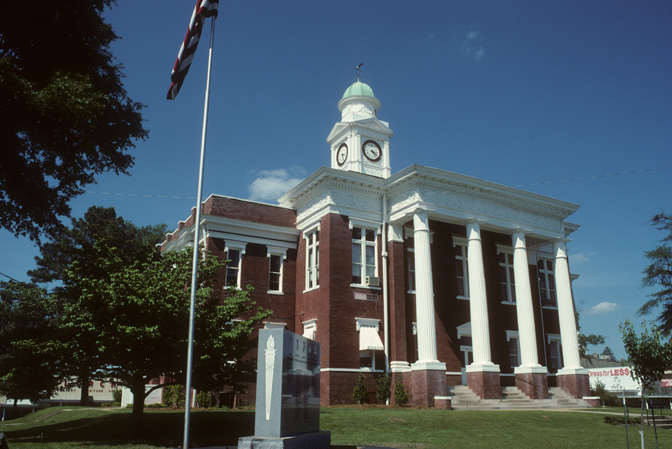
Attala County courthouse i Kosciusko.

- Montgomery County - nord
- Choctaw County - nordost
- Winston County - öst
- Leake County - syd
- Madison County - sydväst
- Holmes County - väst
- Carroll County - nordväst